# リッジ・アルコニス
リッジ・ハネマン・アルコニス（Ridge Hannemann Alkonis）は、アメリカ海軍の軍人である。
海軍兵学校在学時に末日聖徒イエス・キリスト教会の宣教師として来日し、伝道活動に従事した経験を持っている。日本語に堪能かつ日本文化に精通した人物であり、海軍士官として2度日本に派遣されている。尚、末日聖徒イエス・キリスト教会の戒律の十戒には殺人をしないこと、嘘をつかないこと等が記載されている。
2度目の日本派遣時は海軍大尉で、横須賀海軍基地のUSSベンフォールドに武器士官として駐屯していた。
2021年に起こした交通事故が死亡事故となったことから、2022年に東京高裁で禁錮3年の実刑判決を受けた。服役中にアメリカに移送された後、無条件で釈放されている。
一連の経緯は、日米の二国間関係に緊張をもたらした。

## 日本での死亡事故

### 事故の発生と裁判
2021年5月29日、妻子を乗せたアルコニスの車が富士宮市山宮の国道469号の対向車線を横切り、そば屋の駐車場に侵入して、5台の車両に衝突した。このとき巻き込まれた85歳女性と54歳の義理の息子(85歳女性娘の夫)が金属板の間に圧し潰されて死亡し、娘が軽傷を負った。アルコニスの車に乗っていた家族2人も軽傷を負って病院で治療を受けた。
富士宮署は運転していたアルコニスを自動車運転処罰法違反の疑いで現行犯逮捕し、その後、過失致死傷に容疑を切り替えた。
アルコニスは執行猶予付きの判決を得るために過失運転の罪を認め、被害者遺族と和解して賠償金を支払ったという。
裁判では急性高山病を発症していたと主張、事故の約5分前に体調の異変を感じていたが運転を続けた過失は認めており、「すぐに車を止めるべきだった」と話している。アルコニスの妻も同様の原因で吐き気をもよおしており事件の直前にシートを傾けて眠っていたという。アルコニスはその後、意識を失ったとも話している。
2021年10月、静岡地裁は運転者が居眠りをしたときに路肩に停車するべきだったとして、過失運転致死傷罪で禁錮3年の判決を言い渡した。アルコニスは控訴したが、2022年7月、東京高裁は静岡地裁の判決を支持した。アルコニスは上告せず、2022年9月から禁錮刑に服すこととなった。

#### 米軍の対応
米軍は事故現場に駆けつけて独自の調査をしている。報告書によると、アルコニスが運転中に「居眠り」をしたため乗っていたトヨタ車が道路から外れ、そば屋の外で5台の車に衝突した。85歳女性と54歳の義理の息子(85歳女性娘の夫)が負傷により死亡し、85歳女性の娘の1人が負傷して約1週間入院した。米軍の緊急対応要員に対して、アルコニスの妻は「(夫は)車のハンドルを握ったまま居眠りしていた」が、二人とも「衝撃を感じて目が覚めた」と説明したという。この報告書の内容が、日本の検察官による起訴の根拠となったとみられる。
在日米海軍の広報担当ケイティ・セレゾ司令官は、Military.comの電話インタビューに応じ、公判前拘留中は指揮系統のメンバー、妻、日本の弁護士がアルニコスに面会をしていることを話している。海軍はアルコニスの弁護士費用を支払い、被害者家族との仲介を務める代理人を派遣している。またカール・トーマス海軍中将とカール・ラハティ海軍少将の両名が上申書を書いて、猶予刑を求めたという。

#### 高山病であるとの主張について
米国政府の傍聴人を務めた米海軍士官の報告書によると、静岡地裁の判事は「高山病の症状は高度が下がるにつれて徐々に緩和される」ことを理由に、急性高山病の抗弁を却下した。アルコニスの車が出発した富士山駅の標高は809m、事故現場が約305mであり、重度の高山病にかかっていたとの主張は認められなかった。アルコニス側が示した診断書の根拠は、事故からまる1ヶ月後に行われた海軍の検査から得られたものと思われる。控訴審の裁判官も、一審と同様の判断をしている。

#### 量刑について
日本では居眠り運転で死亡事故となった場合、過失運転致死傷罪(自動車運転処罰法5条)に問われ、7年以下の懲役もしくは禁錮または100万円以下の罰金が科される。しかし、米国で同じ犯罪で有罪となった場合、米国刑法における過失致死罪に最も類似しており、量刑ガイドラインでは10ヶ月から16ヶ月の刑期を課すことが推奨されている。
アルコニスは現場で被害者の救助義務を果たしており、賠償金の支払いと遺族への謝罪に努めたと法廷で語っている。しかし、謝罪の手紙は遺族には受け入れられなかった。アルコニスの妻はインタビューで「私たちは本当にご遺族にお会いしたかったし、『あなた方が経験されたすべてのことをとても心苦しく思います、私たちにできることをしたいと思います』という和解の時間を持ちたかたのです」と話している。しかし、海軍と日本人弁護士に「その謝罪表現はよくない」と言われたという。
被害者遺族は法廷で 「自分の犯した罪の重さを本当に理解しているのか疑わしい 」と、 アルコニスが公判前拘留から釈放後に連絡を取ってこなかったことや事故現場に行って祈るなどのことをしていないことに憤慨したことを述べた。裁判官は、遺族にとって家族2人を失ったことは重大であり、処罰感情も当然であると結論した。

### 家族による釈放運動と米国の拘留所への移送
アルコニスの家族は軍に対し、服役を避けるためにアルコニスを米国に帰国させるよう要請していた。
一家は末日聖徒イエス・キリスト教会の信徒であり、アルコニスを米国の拘留施設に移送するよう日本に圧力をかけることを求める運動を始めた。米軍人・警察官・消防士などの権利を徹底的に擁護するパイプ・ヒッター財団が一大キャンペーンを張り、末日聖徒イエス・キリスト教会のメディアや新聞の社説、退役軍人や議会から介入を求める声が高まる米国内での一大運動となっている。アルコニスは日本における米軍の駐留に対する「恨みの歴史」のせいで不公平な裁判を受けた被害者であり、日米地位協定違反であるとの主張を続けている。
2023年8月、ユタ州選出の共和党上院議員マイク・リーは20人の共和党議員と岸田文雄首相に書簡を送り、アルコニスの米国帰国を要請。同月、下院民主党議員も駐米日本大使に書簡でアルコニスへの不当な扱いに抗議した。末日聖徒イエス・キリスト教会の政治力勢力の拠点であるユタ州議会は、一家がユタ州に在住していないにも関わらず議会の行動を求める決議案を可決している。
アルコニスは日本で507日間拘留された後、2023年12月にジョー・バイデン大統領、カマラ・ハリス副大統領、ジェイク・サリバン国家安全保障問題担当大統領補佐官による日本政府との個人交渉を経て、ロサンゼルスの連邦刑務所に移送された。国際受刑者移送制度に基づき、アルコニスは米国の拘留施設に移送され、移送時に政権当局者は「米国で刑に服し続ける可能性が高い」と述べたと報じられた。
司法省の職員は「仮釈放委員会の手続きには数ヶ月かかる可能性がある」とし、「アルニコスの日本での懲役刑を見て、米国でどのような刑罰が科せられるかを判断し、残りの刑罰がどうなるかを決定する」と述べたという。しかし、2024年1月12日、米国仮釈放委員会は、監督なしでアルコニスを釈放した。
日本の世論はこの早期釈放を非難しており、同月13日にマイク・リー上院議員がXで日本への謝罪要求を行ったことに対しては亡くなった男性の父親が「そんなこと言ったら怒るわね。親より先に子どもが死んだのだから、悲しいに決まってるじゃん。（事故が）なかったら我々も普通の生活があったんだから」と心情を吐露している。

### その後
2024年1月23日、カルロス・デル・トロ海軍長官はアルコニスの少佐への昇格を拒否したとする声明を発表した。
アルコニスの釈放運動に尽力した海軍兵学校の同級生は同年1月19日にXに投稿し、デル・トロ長官と在日海軍司令官が一連の事件にメディアの注目が集まったことを理由にアルコニスを罰するために権力を乱用したと主張していた。2021年10月1日に昇格が決まっており、裁判中は一時保留とされていた。裁判期間が終わった2022年に指揮系統が昇進の復活を要請していたが、2023年5月に第7艦隊司令官カール・ラハティが昇進に反対する意見の提出を決定したと非難している。
しかしデル・トロ長官はアルコニスの昇進の是非を諮るため、制服組の特別委員会を招集していた。委員会の勧告は定かではないが、この手続きの折にアルコニスは意見書の提出が出来た。海軍関係者は2024年中に再度、昇進の機会が与えられるだろうと話したという。
元陸軍中佐でテキサス工科大学法学部の教授ジェフリー・コーンは、(その死亡事故が不慮のものであったとしても)「いかなる犯罪行為で有罪判決を受けたとしても、将校のキャリアに終止符が打たれるのがほとんどである。そしてこの男が幸せになる事は永遠にない」とコメントしている。